# Coelometopon blinkwater
Coelometopon blinkwater är en skalbaggsart som beskrevs av Perkins 2005. Coelometopon blinkwater ingår i släktet Coelometopon och familjen vattenbrynsbaggar. Inga underarter finns listade i Catalogue of Life.